# Willi Kronhardt
Willi Kronhardt (* 17. Februar 1969 in Tokarewka, Sowjetunion, heute Kasachstan) ist ein ehemaliger deutscher Fußballspieler, -trainer und jetziger Scout. Er ist seit Ende Mai 2019 Chefscout des 1. FC Köln.

## Laufbahn

### Spieler
Nach eigenen Angaben ist der Vater Kronhardts Russe, die Mutter Deutsche. Der 1969 in der Sowjetunion geborene Defensivspieler wuchs ab dem neunten Lebensjahr in der Bundesrepublik Deutschland auf. Kronhardt wechselte 1990 vom ASC Nienburg zum Zweitligaaufsteiger TSV Havelse, für den er 32 Spiele in der 2. Bundesliga bestritt, in denen ihm zwei Tore gelangen. Nach dem Abstieg des TSV Havelse zog es Kronhardt zur Fortuna nach Köln, wo er allerdings nur 17 Spiele absolvierte. Im Folgejahr spielte Kronhardt sogar nur noch in einem einzigen Punktspiel mit. 1993 nahm Kronhardt mit der Bundeswehr-Nationalmannschaft an der Militär-Weltmeisterschaft in Marokko teil und belegte den dritten Rang. Kurz nach Beginn der Saison 1993/94 schlug er bis 1996 seine Zelte bei Eintracht Braunschweig auf. 1996 wechselte Kronhardt zum FC Energie Cottbus und erreichte mit dem Regionalliga-Klub das Finale um den DFB-Pokal 1997, das gegen den VfB Stuttgart mit 0:2 verloren ging. Zuvor hatte Kronhardt im Halbfinale beim 3:0-Erfolg über den Karlsruher SC die 1:0-Führung erzielt. In derselben Saison bezwang man zudem in den Aufstiegsspielen zur 2. Bundesliga den Meister der Nordstaffel, Hannover 96, mit 3:1 nach Hin- und Rückspiel. 1998 wechselte Kronhardt zum VfB Leipzig und spielte zwei Jahre später bei Tennis Borussia Berlin in der Regionalliga Nord, ehe er zu Beginn der Saison 2001/02 bei SV Arminia Hannover anheuerte und nach einem Transfer zum Jahreswechsel bei seinem ehemaligen Klub TSV Havelse seine Karriere ausklingen ließ.

### Trainer
Nachdem er ab 2005 Co-Trainer bei Eintracht Braunschweig gewesen war, wurde Kronhardt 2006 zum Cheftrainer befördert. Dieses Amt hatte er allerdings nur vom 5. bis zum 15. Oktober inne. Nach dieser Amtszeit wurde er ab dem 5. März 2007 Trainer der zweiten Mannschaft des VfL Wolfsburg. Mit den "Wölfen" schaffte Kronhardt den Aufstieg aus der Oberliga Nord in die Regionalliga Nord. Trotz dieses Erfolgs wurde er am 6. November 2007 entlassen.
Kronhardt unterschrieb im Mai 2009 einen Jahresvertrag als Co-Trainer bei Alemannia Aachen und übernahm die Aufgaben von Jörg Jakobs. Aufgrund der Trennung der Alemannia von Trainer Jürgen Seeberger im September 2009 war Kronhardt als Interimstrainer tätig. Er wurde 2010 durch Eric van der Luer ersetzt. Es folgte von 2010 bis 2011 ein Trainerengagement im Sudan beim Hauptstadtklub Al Merreikh, mit dem er sowohl den Pokal als auch die Meisterschaft gewann.
Seit dem 2. Januar 2012 war er Cheftrainer beim Oberligisten 1. FC Lokomotive Leipzig und stieg mit dieser Mannschaft in die Regionalliga Nord/Ost auf. Nach Unstimmigkeiten mit der Vereinsführung wechselte er aber bereits im Mai 2012 zum künftigen Regionalliga-Konkurrenten VfB Germania Halberstadt. Für Halberstadt war er bis März 2014 tätig. Nach einer Serie von schwachen Ergebnissen wurde Kronhardt am 20. März 2014 von seinen Aufgaben als Trainer entbunden.
Ab Sommer 2014 übernahm er den Trainerposten bei der aus der 3. Liga abgestiegenen SV Elversberg als Nachfolger von Roland Seitz. Nach einer guten Hinrunde konnte die Mannschaft jedoch das Niveau in der Rückrunde nicht halten und rutschte aus den Aufstiegsplätzen der Regionalliga Südwest. Als Folge dessen wurde Kronhardt am 7. Mai 2015 von seinen Aufgaben entbunden.

### Scouting
Von 2015 bis 2017 arbeitete Kronhardt als Scout für den SV Darmstadt 98. Im Juli 2017 übernahm er die Stelle des Chefscouts bei Lok Moskau. Ende Mai 2019 wechselte Kronhardt auf die gleiche Position beim 1. FC Köln.

## Erfolge als Trainer
- Meister der Oberliga Nord 2007 mit VfL Wolfsburg II
- Sudanesischer Meister und Pokalsieger 2008 mit Al Merreikh
- Aufstieg in Regionalliga Nord/Ost 2012 mit 1. FC Lokomotive Leipzig